# Christian Grote
Christian Grote (* 12. Oktober 1931 in Dessau; † 8. Oktober 2023) war ein deutscher Schriftsteller und Übersetzer.

## Leben
Christian Grote absolvierte ein Studium der Germanistik und Anglistik in München und in den Vereinigten Staaten. 1962 promovierte er an der Universität München mit einer Arbeit über Georg Heym zum Doktor der Philosophie. Anschließend war er in einem Verlag tätig. 
Daneben verfasste er Erzählungen, Gedichte und Hörspiele und übersetzte aus dem Englischen ins Deutsche. Christian Grote war Mitglied des PEN-Zentrums Deutschland. 
Grote starb wenige Tage vor Vollendung seines 92. Lebensjahres.

## Werke
- Wortarten, Wortstellung und Satz im lyrischen Werk Georg Heyms. München 1962.
- Für Kinder die Hälfte. Ein Bericht. Frankfurt am Main 1963.
- Alles ist schön zu seiner Zeit. Drei Erzählungen. Frankfurt am Main 1968.
- mit Dietlind Blech: Jakob der Vogelfedermann. München 1969.
- Laufen und Stillstehen. München 1986.

Herausgeberschaft
- Anthony Smith: Die programmierte Natur. München u. a. 1970.
- Anthony Smith: Unser Planet Erde. Herrsching 1975.

Übersetzungen
- Richard Bankowsky: Nach Pfingsten. Frankfurt am Main 1963.
- Henry James: Die Tortur. Frankfurt am Main 1972.
- Erich Mendelsohn: Briefe eines Architekten. München 1961.
- Leonhard Michaels: Loszittern. Frankfurt am Main 1970.
- Sylvia Plath: Die Glasglocke. Frankfurt am Main 1968.
- Erich Segal: … und sie wollten die Welt verändern. München 1986.
- John M. Synge: Die Aran-Inseln. München 1962.